# Alphonse Martinez
Pour les articles homonymes, voir Martinez.
Alphonse Martinez est un footballeur français né le 7 juin 1928 à Nîmes et mort le 16 décembre 2021 à Nice. Il évoluait au poste de défenseur.

## Biographie
Alphonse Martinez commence sa carrière en 1950 au sein du Stade raphaëlois,.
Il rejoint l'OGC Nice en 1951,.
Avec l'OGC Nice, il est sacré Champion de France en 1952. Cette saison-là, il réalise le doublé en remportant la Coupe de France en 1952,.
Alphonse Martinez dispute alors la Coupe Latine en 1952 : Nice échoue en finale contre le FC Barcelone.
Par la suite, il remporte la Coupe de France à nouveau en 1954 et le titre de Champion de France en 1956,.
En Coupe des clubs champions lors de la saison 1956-1957, Nice échoue en quarts de finale contre le Real Madrid : Martinez dispute 4 matchs dont la double confrontation contre le club espagnol.
Après un nouveau titre de Champion national en 1959, Martinez participe à la campagne européenne 1959-1960 en disputant 7 rencontres dont à nouveau une double confrontation perdue contre le Real Madrid en quarts de finale.
Au total, il dispute avec l'OGC Nice 228 matchs pour 2 buts marqués,.

## Palmarès
OGC Nice
| - Championnat de France (3) : - Champion : 1951-52, 1955-56 et 1958-59. - Coupe de France (2) : - Vainqueur : 1951-52 et 1953-54. |  | - Coupe Latine (1) : - Finaliste : 1952. |